# エソラ池袋
エソラ（Esola）池袋（エソラいけぶくろ）は、東京都豊島区西池袋に所在する東京地下鉄（東京メトロ）子会社であるメトロプロパティーズが運営する商業ビルである。

## 概要
もともとここは、有楽町線を建設するため、1970年に取得した工事用地だった。有楽町線開通後は、駅出入り口や駅係員用詰め所、「メトロピア」としての商業店舗などさまざまな用途で利用されてきた。しかし、民営化を控える営団地下鉄が、2003年に保有財産である土地をより有効に活用することを目指し、新たな用途として、商業ビル、ホテル、オフィスビルの3つの用途での活用検討を開始、その結果、想定建物から見た問題点やそれぞれの用途での相場賃料などから、商業ビルとしての開発が最適であると判断した。
完成したエソラ池袋は、池袋駅に直結した地下3階～地上9階（店舗は地下1階～地上9階）の全40店舗で構成。池袋初出店を中心としたファッションブランド、ライフスタイル雑貨をはじめ、飲食店が出店。ターゲットは池袋を拠点に行動する20代～40代の女性を中心に、オフィスワーカーや都心生活を楽しむ近隣に住む人とした。
コンセプトは「池袋の上質な玄関口」。外観は白と黒を基調としたモノトーンのビルで、池袋西口の新たなランドマークを目指した。
なお、東京メトロでは、有効活用を模索していた土地でのエソラ池袋の開発とともに、駅改良とそれに伴って創出されたスペースに、40店で構成の「エチカ池袋」の開発も行い、先行してオープンさせている。

### 名称の由来
駅から地上（空）への上質な玄関口と、駅を利用する人にとって「E（いい）」「sola（空）」でありたいという二つの意味から。

## 沿革
- 2008年11月25日 - エチカ池袋の有楽町線部開業とともに、2009年秋を目処に開業することを発表（仮称は「池袋12番街区ビル」）[2]。
- 2009年
  - 3月26日 - 「エチカ（Echika）池袋」開業。
  - 9月28日 - 名称は「エソラ（Esola）池袋」、同年11月27日に開業することを正式に発表[3]。
  - 11月27日 - 開業。